# Битка при Икония
Обсадата на Икония е несполучлива атака на селджукската армия срещу богатите византийски градове. По подобие на по-успешната обсада на Цезарея две години по-рано Алп Арслан е принуден да се оттегли, след като възниква опасност пътят му назад да бъде отрязан от контраатака на византийска армия в Сирия и Палестина. Това е един от мимолетните успехи на император Роман Диоген в продължилия близо три века военен конфликт между Източната римска империя и селджукските турски държави. Тази война в крайна сметка завършва със завоевателен успех за турските държави и е сред формалните поводи за Кръстоносните походи.